# Heaven's Gate
Heaven's Gate var en amerikansk dommedagssekt som troede at dets tilhængere skulle hentes fra denne verden til en højere tilværelse af et udenomjordisk rumskib. 
39 medlemmer i sekten begik kollektivt selvmord den 26. marts 1997 gennem fortæring af pentobarbital og etanol på Rancho Santa Fe i San Diego, Californien, USA, i forbindelse med at kometen Hale-Bopp passerede nær jorden. Da politiet fandt dem, lå de alle med hænderne langs siden, iklædt sorte Nikesko, sorte bukser og et firkantet lilla slør over ansigt og krop og ifølge retsmedicinske undersøgelser var mange af mændene kirurgisk kastrerede. De foragtede den menneskelige krop, hvilket gjorde, at de levede i en streng cølibat.